# Edyta Górniak
Edyta Anna Górniak (Ziębice, 14 novembre 1972) è una cantante polacca, molto popolare soprattutto negli anni novanta.
Ha rappresentato il suo paese all'Eurovision Song Contest 1994 con To nie ja classificandosi al secondo posto. Si tratta di una delle poche cantanti polacche ad avere avuto successi di vendita a livello internazionale.

## Discografia
- 1995 - Dotyk
- 1997 - Edyta Górniak
- 1999 - Live '99
- 2002 - Perła
- 2003 - Invisible
- 2004 - Dotyk - Złota Kolekcja
- 2006 - Dyskografia
- 2007 - E·K·G
- 2012 - My

### Singoli
- Once In A Lifetime - To nie ja (Edel Germany, 1994)
- Jestem kobietą (Pomaton EMI, 1994)
- Dotyk (Pomaton EMI, 1995)
- Love Is On The Line (Pomaton EMI, 1996)
- To Atlanta (Pomaton EMI, 1996)
- When You Come Back To Me (EMI, 06.10.1997)
- Kiss me, feel me (Toshiba EMI Ltd, 1997)
- Hope For Us (Pomaton EMI, 1998)
- Lustro (Pomaton EMI, 1998)
- Dumka na dwa serca (Pomaton EMI, 1998)
- Stop! (Pomaton EMI, 1999)
- Anything (EMI, 1998)
- One & One (Toshiba EMI 1997; EMI, 1999)
- Linger (EMI, 1999)
- Hunting High & Low (Pomaton EMI, 2000)
- Jak Najdalej (Pomaton EMI, 2002)
- Nie proszę o więcej (Pomaton EMI, 2002)
- Słowa jak motyle (Pomaton EMI, 2002)
- Perła (Pomaton EMI, 2002)
- Impossible (Virgin Germany, 2003)
- The Story So Far (Virgin Germany, 2003)
- Whatever It Takes (Virgin Germany, 2003)
- Make It Happen (Virgin, 2003)
- Nieśmiertelni (Pomaton EMI, 2003)
- Nie było – Sweet Noise (Pomaton EMI, 2004)
- Krople chwil (Cisowianka, 2004)
- Lunatique (EG.Production, 2005)
- Ona i on (Polskie Radio S.A. 2006)
- Sexuality (EG.Production, 2006)
- Loving You (Sony BMG Poland, 2006)
- List (Agora SA, 2007)
- Dziekuję ci (Agora SA, 2008)
- To nie tak jak myślisz (Sony BMG, 2008)
- Teraz-Tu (Jazzboy Records, 2011)
- On The Run (Jazzboy Records, 2011)

## Curiosità
Nei Mondiali di Calcio 2002, prima della partita contro la Corea del Sud, Edyta Górniak cantò l'inno polacco.